# Kuivasjärvi (sjö i Finland, Lappland)
Kuivasjärvi är en sjö i Finland. Den ligger i kommunen Simo i landskapet Lappland, i den norra delen av landet, 600 km norr om huvudstaden Helsingfors. Kuivasjärvi ligger 108,4 meter över havet. Arean är 83 hektar och strandlinjen är 3,89 kilometer lång. Sjön  ingår i Simo älvs huvudavrinningsområde. 